# UFC 58
UFC 58: USA vs. Canada fue un evento de artes marciales mixtas celebrado por Ultimate Fighting Championship el 4 de marzo de 2006 en el Mandalay Bay Events Center, en Las Vegas, Nevada, Estados Unidos.

## Historia
De acuerdo con el tema de la tarjeta, cada pelea contó con un peleador estadounidense contra un peleador canadiense.
Cinco de los siete peleadores canadienses del momento, Icho Larenas, Sam Stout, Mark Hominick, Georges St-Pierre y David Loiseau, se encontraban como campeones al mismo tiempo en la promoción canadiense TKO Major League.
El resultado final de USA vs. Canadá fue Estados Unidos 5, Canadá 3.
Este evento también contó con el regreso de la división de peso ligero a UFC, que había estado suspendida desde UFC 49.

## Resultados

### Tarjeta preliminar
- Peso pesado: Icho Larenas vs. Tom Murphy

Murphy derrotó a Larenas vía TKO (golpes) en el 1:59 de la 3ª ronda.
- Peso semipesado: Rob MacDonald vs. Jason Lambert

Lambert derrotó a MacDonald vía sumisión (kimura) en el 1:54 de la 1ª ronda.
- Peso ligero: Spencer Fisher vs. Sam Stout

Stout derrotó a Fisher vía decisión dividida.

### Tarjeta principal
- Peso ligero: Mark Hominick vs. Yves Edwards

Hominick derrotó a Edwards vía sumisión (triangle armbar) en el 1:52 de la 2ª ronda.
- Peso medio: Joe Doerksen vs. Nathan Marquardt

Marquardt derrotó a Doerksen vía decisión unánime (30-27, 30-27, 30-27).
- Peso medio: Mike Swick vs. Steve Vigneault

Swick derrotó a Vigneault vía sumisión (guillotine choke) en el 2:09 de la 1ª ronda.
- Peso wélter: B.J. Penn vs. Georges St-Pierre

St-Pierre derrotó a Penn vía decisión dividida (29-28, 29-28, 29-28).
- Campeonato de Peso Medio: Rich Franklin (c) vs. David Loiseau

Franklin derrotó a Loiseau vía decisión unánime (50-42, 50-42, 50–43) para retener el Campeonato de Peso Medio de UFC.